# Cantó de Varzy
El cantó de Varzy és un cantó francès del departament del Nièvre, situat al districte de Clamecy. Té 12 municipis i el cap és Varzy.

## Municipis
- La Chapelle-Saint-André
- Corvol-l'Orgueilleux
- Courcelles
- Cuncy-lès-Varzy
- Entrains-sur-Nohain
- Marcy
- Menou
- Oudan
- Parigny-la-Rose
- Saint-Pierre-du-Mont
- Varzy
- Villiers-le-Sec

## Història
| Data d'elecció                           | Identitat       | Partit                     | Qualitat |
| ---------------------------------------- | --------------- | -------------------------- | -------- |
| 1945-1973                                | Pierre Savignat | RGR, després divers droite |          |
| 1973-2004                                | Michel Noël     | divers droite              |          |
| 2004-                                    | Lucien Larivé   | Divers gauche              |          |
| les dades anteriors no són pas conegudes |                 |                            |          |
|                                          |                 |                            |          |

## Demografia
| A partir de 1990: Població sense dobles comptes |